# 粉红浪潮
粉红浪潮（西班牙語： marea rosa），又稱向左转（西班牙語： giro a la izquierda），是21世纪拉丁美洲出现的一股政治浪潮，此時拉丁美洲出現了許多左翼政府。 很多拉美左翼執政黨也是圣保罗论坛的成员。 
許多拉美左翼國家拒绝华盛顿共识  ，而一些拉美左翼政府，如阿根廷、巴西和委内瑞拉左翼執政時期的政府 ，或多或少都有點反美  ，而且比較倾向民粹主義以及权威主义 ，特别是2010年代的尼加拉瓜和委内瑞拉，這種特征尤為明顯，不過其他左翼政府執政的国家依然是民主國家 。
20世纪90年代末到21世纪初，拉美爆發了第一波粉红浪潮 ，2010年代末到2020年代初，拉美爆發了第二波粉红浪潮。 